# Bílkovice
Bílkovice é uma comuna checa localizada na região da Boêmia Central, distrito de Benešov.